# Golam Reza Bagheri
Golam Reza Bagheri (* um 1975) ist ein iranischer Badmintonspieler. 

## Karriere
Golam Reza Bagheri siegte 2002 bei den Ten Days of Dawn und beim West Asian Games Iran Satellite. 1998 startete er bei den Asienspielen, 2005 und 2006 bei den Badminton-Weltmeisterschaften. 2004 repräsentierte er sein Land in der Vorrunde des Thomas Cups.

## Sportliche Erfolge
| Saison | Veranstaltung                   | Disziplin    | Platz | Name                                  |
| ------ | ------------------------------- | ------------ | ----- | ------------------------------------- |
| 2002   | Ten Days of Dawn                | Herreneinzel | 1     | Golam Reza Bagheri                    |
| 2002   | West Asian Games Iran Satellite | Herrendoppel | 1     | Golam Reza Bagheri / Ali Shahhosseini |